# Dolichancistrus atratoensis
Dolichancistrus atratoensis är en fiskart som först beskrevs av Dahl, 1960.  Dolichancistrus atratoensis ingår i släktet Dolichancistrus och familjen Loricariidae. Inga underarter finns listade i Catalogue of Life.